# Féminisme athée
Le féminisme athée est un mouvement qui défend le féminisme au sein de l'athéisme. Les athées féministes condamnent la religion comme la principale source d'oppression des femmes et d'inégalité, estimant que la plupart des religions sont sexistes et oppressives envers les femmes. 

## Récit

### Ernestine Rose

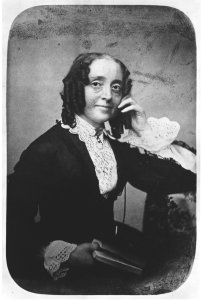
Ernestine Rose était féministe et athée, bien avant l'existence de la dénomination "féministe athée".

La première féministe athée connue est Ernestine Rose, née en Pologne le 13 janvier 1810. Son aveu ouvert d'incrédulité vis-à-vis de sa religion, le judaïsme, lorsqu'elle était adolescente, l'a mise en conflit avec son père (qui était rabbin) et a envenimé leur relation fille-père. Afin de la contraindre aux obligations de la foi juive, son père, sans son consentement, lui a trouvé un fiancé lorsqu'elle avait seize ans. Au lieu de discuter de l'affaire devant un tribunal juif (parce que son père était le rabbin local qui a statué sur la question), elle est allée devant un tribunal laïc, a plaidé sa cause, et a gagné. En 1829, elle part en Angleterre, et en 1835, elle a été l'une des fondatrices de l'Association of All Classes of All Nations, une association athée britannique qui défendait les Droits de l'homme pour tous, sans distinction de sexe, de classe, de couleur ou de nationalité. Elle enseigne en Angleterre et aux États-Unis (déménageant aux États-Unis en mai 1836) et est décrite par Samuel Putnam III comme «l'un des meilleurs professeurs de son temps». Il a écrit qu'« aucun homme orthodoxe (au sens religieux) ne pouvait la dépasser dans le débat ». 
Ernestine Rose était présente à la réunion de l'American Equal Rights Association, au cours de laquelle il y a eu un schisme, et, le 15 mai 1869, elle s'est associée à Elizabeth Cady Stanton, Susan B. Anthony et Lucy Stone pour former une nouvelle organisation, le National Woman Suffrage Association, qui a combattu pour le suffrage masculin et le suffrage féminin. Elle est décédée à Brighton, en Angleterre, le 4 août 1892, à l'âge de quatre-vingt-deux ans.

### Elizabeth Cady Stanton et Matilda Joslyn Gage

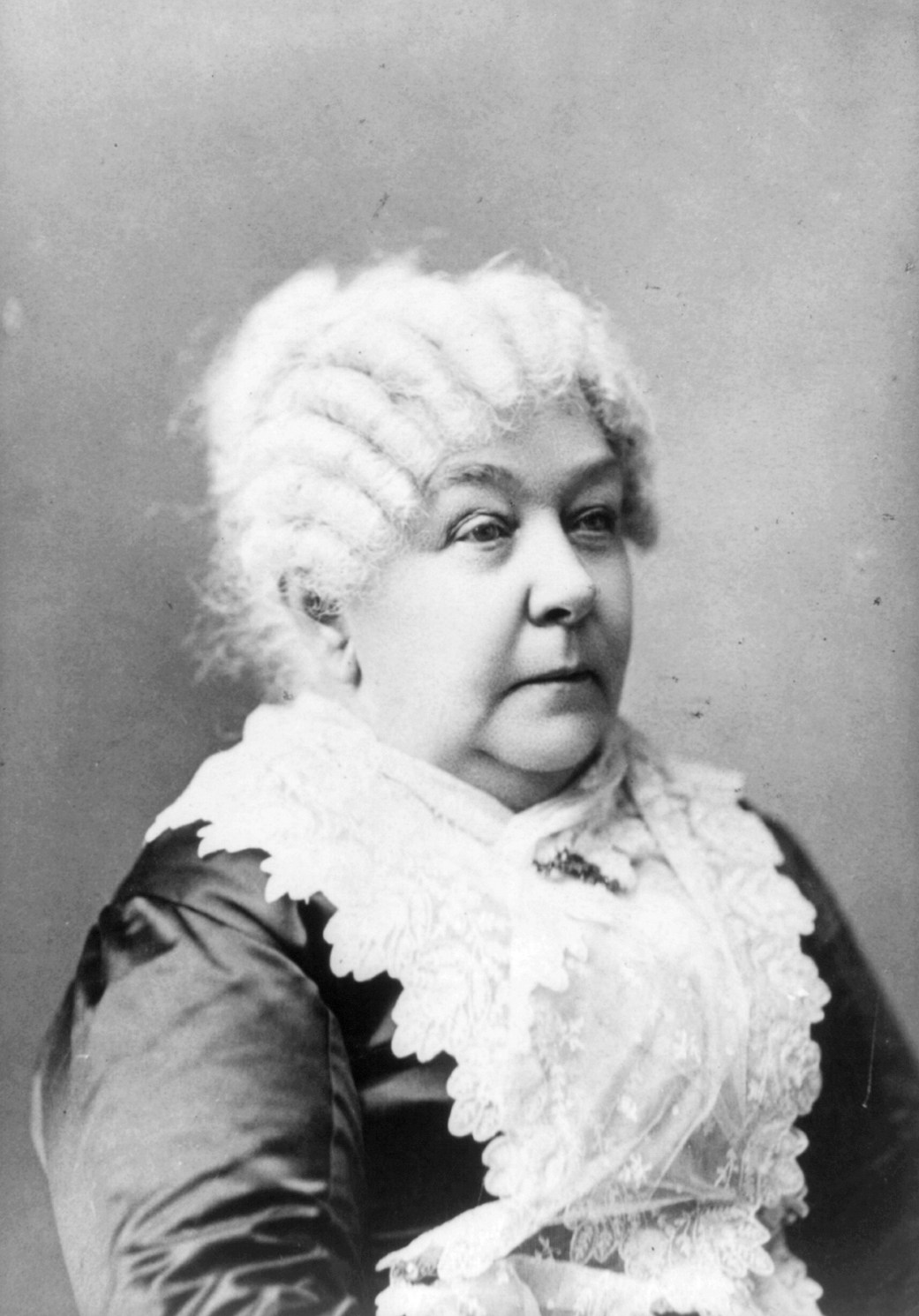
Elizabeth Cady Stanton, dans ses dernières années

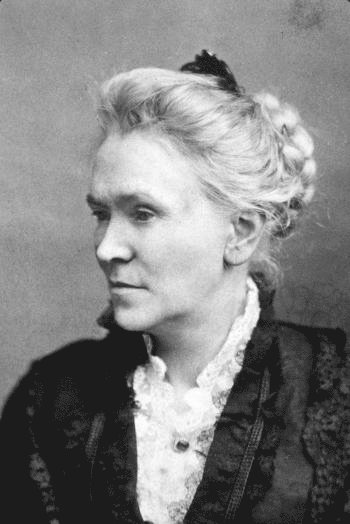
Un portrait de Matilda Gage

Elizabeth Cady Stanton et Matilda Joslyn Gage étaient d'autres femmes connues pour défendre publiquement le féminisme ainsi que l'athéisme dans les années 1800,. En 1885, Elizabeth a écrit un essai intitulé "Le christianisme a-t-il été bénéfique pour les femmes?". Elle y affirme qu'il avait en fait sapé les droits des femmes et écrit que « Toutes les religions, par conséquent, ont enseigné la prédominance et la supériorité des hommes, [et] l'infériorité et la subordination des femmes. Quelles que soient la nouvelle dignité, l'honneur et le respect de soi que le changement de théologie a pu apporter aux hommes, il a apporté pour toutes les femmes une forme d'humiliation ». En 1893, Matilda Joslyn Gage a écrit le livre"La femme, l'Église et l'État", qui a été l'un des premiers livres à émettre la conclusion que le christianisme est le principal obstacle au progrès des femmes, ainsi que la civilisation. En 1895, Elizabeth Cady Stanton a écrit la Bible de la femme, qu'elle a révisée et a continué avec un autre livre du même nom, en 1898, dans laquelle elle critiquait la religion et affirmait que « la Bible dans ses enseignements, dégrade la femme de la Genèse à l'Apocalypse » ,. Elle est décédée en 1902.

### Actuellement

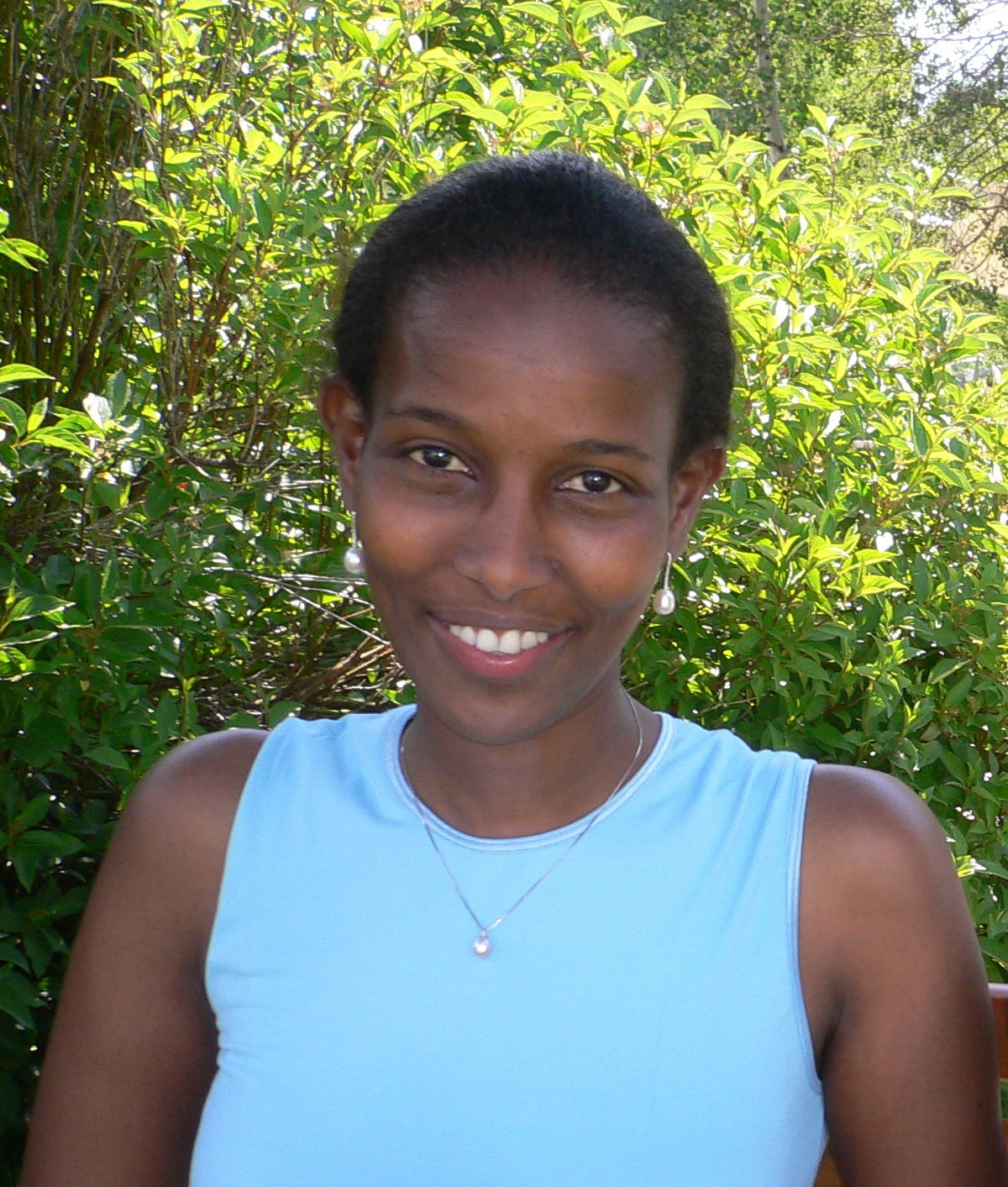
Féministe athée, Ayaan Hirsi Ali

La féministe athée Anne Nicol Gaylor a cofondé la Freedom From Religion Foundation en 1976 avec sa fille, Annie Laurie Gaylor, et a également été la rédactrice de Freethought Today, de 1984 à 2009, lorsqu'elle est devenue éditrice en chef. En plus de promouvoir l'athéisme en général, ses activités dans le féminisme athée incluent la rédaction de l'ouvrage Malheur aux femmes : La Bible me dit ainsi, publié pour la première fois en 1981. Ce livre expose et discute du sexisme dans la Bible. En outre, son livre de 1997, Women Without Superstition: "No Gods, No Masters", était le premier recueil d'écrits historiques et contemporains de femmes libres penseuses. Elle a également écrit plusieurs articles sur la façon dont la religion porte préjudice aux femmes.
D'autres athées féministes notables incluent aujourd'hui Ayaan Hirsi Ali, Ophelia Benson,, Amanda Marcotte, ou encore Taslima Nasreen.
En 2012, la première conférence «Women in Secularism» s'est tenue du 18 au 20 mai au Crystal City Marriott de l'aéroport national Reagan à Arlington, en Virginie. En août 2012, Jennifer McCreight a fondé un mouvement connu sous le nom d'Athéisme Plus dans lequel « le scepticisme s'applique à tout, y compris les questions sociales telles que le sexisme, le racisme, la politique, la pauvreté et le crime ».
En juillet 2014, une déclaration conjointe des activistes athées Ophelia Benson et Richard Dawkins a été publiée, déclarant que « il n'est pas nouveau que les alliés ne soient pas toujours d'accord sur tout. Les gens qui font confiance à la raison, au lieu d'utiliser un dogme pour penser au monde, sont forcés d'être en désaccord sur certaines choses. Le désaccord est inévitable, mais l'intimidation et le harcèlement ne le sont pas. Si nous voulons que la laïcité et l'athéisme gagnent en respect, nous devons être en désaccord les uns avec les autres sans essayer de nous détruire. En d'autres termes, nous devons être capables de gérer les désaccords de manière éthique, en tant qu'adultes raisonnables, par opposition aux combats des enfants en colère qui ont besoin d'une sieste. Cela devrait avoir lieu sans impliquer de menaces de mort, de viol, d'attaques contre l'apparence des personnes, l'âge, la race, le sexe, la taille, la coupe de cheveux; ne pas afficher d'images humiliantes de la personne, ou d'épithètes vulgaires »,.